# Дюрда-Ларекий
Дюрда́-Лареки́й (фр. Durdat-Larequille) — коммуна во Франции, находится в регионе Овернь. Департамент коммуны — Алье. Входит в состав кантона Марсийя-ан-Комбрай. Округ коммуны — Монлюсон.
Код INSEE коммуны — 03106.

## Население
Население коммуны на 2008 год составляло 1252 человека.
| 1962 | 1968 | 1975 | 1982 | 1990 | 1999 | 2008 |
| ---- | ---- | ---- | ---- | ---- | ---- | ---- |
| 1035 | 1089 | 1012 | 1089 | 1139 | 1109 | 1252 |

## Экономика
В 2007 году среди 793 человек в трудоспособном возрасте (15—64 лет) 549 были экономически активными, 244 — неактивными (показатель активности — 69,2 %, в 1999 году было 67,1 %). Из 549 активных работали 494 человека (261 мужчина и 233 женщины), безработных было 55 (23 мужчины и 32 женщины). Среди 244 неактивных 74 человека были учениками или студентами, 100 — пенсионерами, 70 были неактивными по другим причинам.

## Достопримечательности
- Церковь Марсьяль (XII век)
- Церковь Нотр-Дам (XIX век)
- Местность Малентре; согласно легенде, здесь находятся ворота в ад